# 4 o’Clock
A 4 o’Clock Emilie Autumn amerikai énekes-dalszerző középlemeze. 2008. január 18-án jelent meg korlátozott példányszámban, digipak formátumban, majd február 29-én standard csomagolásban is. Az Organ Grinder című dal eredetileg a Fűrész III című horrorfilm betétdala volt.

## Dallista
Minden dal producere és előadója Emilie Autumn, a keverés Inkydust munkája. Az első 8 szám Emilie Autumn szerzeménye.
1. 4 o’Clock – 5:16
2. My Fairweather Friend – 3:30
3. Gothic Lolita (Bad Poetry Mix by Sieben/Matt Howden) – 4:30
4. Swallow (Filthy Victorian Mix by Perfidious Words) – 5:05
5. Swallow (Oyster Mix by Punto Omega) – 3:38
6. Organ Grinder – 3:21
7. Excerpts From the upcoming book 'The Asylum' – 4:00
8. Words from 'The Asylum' – 3:13
9. Is It My Body (rejtett dal) (Cooper, Buxton, Bruce, Dunaway, Smith)- 4:08